# Sultanato fadli
Fadhli (en árabe: فضلي‎ Faḍlī), o el Sultanato de Fadhli (en árabe: السلطنة الفضلية‎ Salṭanat al-Faḍlī), fue un sultanato independiente en la costa sur de la península arábiga desde el siglo XVII hasta 1967.
Fuentes británicas describieron a los Fadhli como "una de las tribus más poderosas y belicosas cerca de Adén".

## Geografía
Sus posesiones se encontraban al noreste de Adén y se extendían por cien millas a lo largo de la costa desde los límites orientales de Ahdali, cerca de Imad, hasta el límite occidental de Aulaqi en Maqatin.

## Historia
Se concluyó un compromiso entre el gobierno británico y los Fadhli en julio de 1839, después de la captura de Adén. El Sultanato de Fadhli fue uno de los "Nueve Cantones" originales que firmaron acuerdos de protección con Gran Bretaña a principios del siglo XX y pasaron a formar parte del Protectorado Británico de Adén.
Durante muchos años, el sultán de Lahej pagó subsidios anuales a las tribus vecinas, incluidos los Fadhli, por cuyo territorio pasaba el comercio del país, y estos pagos fueron al principio continuados por el gobierno británico con la condición de que los jefes permanecieran en una alianza amistosa. Sin embargo, debido a la debilidad del carácter del sultán Ali bin Muhsin de Lahej, a través de quien la política inicial del agente británico fue realizar todos los negocios con los árabes del país alrededor de Adén, las tribus vecinas se aventuraron durante algunos años a perpetrar una serie de atrocidades contra oficiales británicos individuales y otras personas, que el sultán fue incapaz de prevenir o castigar.
De hecho, sus esfuerzos por lograr el cumplimiento de las demandas del gobierno británico de satisfacción por estos ultrajes le provocaron la hostilidad de sus rivales, la tribu Fadhli, que había albergado a algunos de los asesinos y que se esforzaba por agitar a las tribus vecinas. a las hostilidades con los británicos. El estipendio del jefe Fadhli, que le había sido asignado por el compromiso de 1839, se suspendió hasta que expulsara a los criminales que se habían refugiado en él. Así lo hizo y, al recuperar su estipendio, firmó voluntariamente un acuerdo para proteger las cargas desde Adén a través de su territorio. Pero la incapacidad del sultán de Lahej para prevenir o castigar los crímenes cometidos por las tribus adyacentes requirió un cambio de política y el inicio de relaciones directas con sus jefes, en lugar de hacerlo a través del sultán como intermediario.

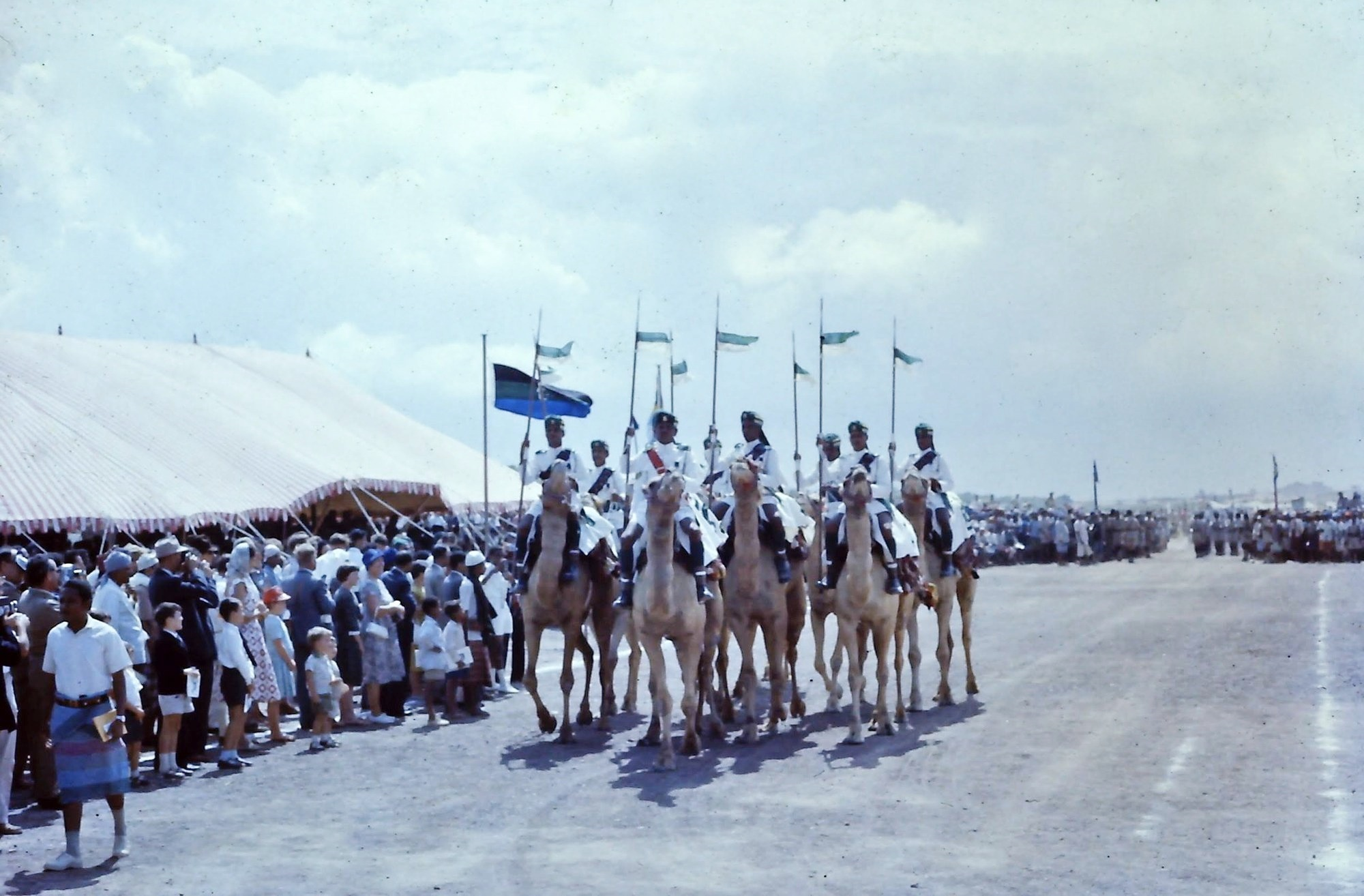
Un destacamento del Protectorado de Adén Levies desfilando cerca de Zinjibar, capital del Sultanato de Fadhli en 1962 o 1963. El evento se enmarcó en las celebraciones vinculadas a la creación de la nueva Federación de Arabia del Sur. La bandera es la del Sultanato de Fadhli.

Durante algunos años después de la introducción de este sistema, la conducta del sultán Fadhli, Ahmed bin Abdulla, fue satisfactoria. Por su comportamiento en el naufragio del Staelie en enero de 1864 se ganó la aprobación del gobierno británico; pero poco después, ya sea por insatisfacción por el monto de la recompensa que se le concedió por sus servicios en esta ocasión, o por celos por la intimidad de las relaciones británicas con el sultán de Lahej, retomó su actitud de persistente hostilidad. A tiro de bala de las fortificaciones de Adén, saqueó una caravana y reunió una gran fuerza con el objetivo de destruir las cosechas de los Abdali y desafiar la autoridad del gobierno británico.
En consecuencia, se envió contra él un pequeño cuerpo de tropas en diciembre de 1865; fue derrotado y obligado a buscar seguridad en la huida, mientras las tropas entraban en el país de Fadli y destruyeban varias aldeas. Al principio se salvó el puerto marítimo de Shuqra, con la esperanza de que el castigo ya administrado resultara suficiente; pero, después de que los Fadli perpetraran algunos ultrajes más, otra expedición salió de Adén, destruyó los fuertes tierra adentro y regresó al cabo de tres días, demostrando así a los Fadli que se podía llegar a ellos por tierra o por mar con igual facilidad. Se decidió que el sultán o su hijo entrarían en Adén y se someterían incondicionalmente antes de que se pudieran reanudar las relaciones amistosas. Se rechazaron todas las demás horas extraordinarias y, en marzo de 1867, se recibió una carta del sultán expresando su deseo de enviar a su hijo mayor para ofrecer la sumisión de la tribu. Se concedió un salvoconducto y finalmente el sultán firmó un tratado que incorporaba los términos prescritos en 1867, aceptando el residente por parte del gobierno británico que el pasado debía olvidarse.
En 1931, este tratado fue declarado con autoridad como el único en vigor. De conformidad con el artículo 4, se envió a un pariente del sultán a residir en Adén como rehén permanente; pero, a su muerte en 1870, se permitió que este artículo quedara en suspenso. Poco después de la ratificación del Tratado de 1867, el estipendio del Sultán Fadhli aumentó de 30 dólares a 100 dólares mensuales. El sultán Ahmed bin Abdulla murió en febrero de 1870 y fue sucedido por su hijo mayor, Haidara, que fue asesinado en agosto de 1877. Se creía que su hermano, el sultán Husein, era el asesino y fue expulsado por la tribu, que eligió al hijo de este último, Ahmed, como su jefe. La sucesión fue reconocida por el gobierno británico. En julio de 1879, se descubrió que el sultán Husein estaba implicado en ciertas intrigas cuyo objeto era una rebelión en el país de Fadli y fue arrestado y deportado a Bombay. Fue liberado en diciembre de 1886 y su conducta después de su liberación no dio motivo de inquietud.
En 1872, la tribu acordó abolir los derechos de tránsito sobre las mercancías transportadas hacia y desde Adén a través de sus territorios, en consideración de lo cual el estipendio del jefe se incrementó aún más a 180 dólares mensuales.
El 1 de enero de 1877, se publicó formalmente que el sultán Fadhli tenía derecho a una salva de 9 cañonazos.
En 1881, una disputa fronteriza, que durante mucho tiempo había causado malestar entre los Fadhli y los Abdali, terminó con la conclusión de un tratado que definía sus límites respectivos. 
En 1883 se informó que el Bajo Aulaqi había invadido el territorio de Fadli y se envió una fuerza desde Adén por mar y tierra para ayudar a los. último. En realidad no se produjo ninguna invasión, la fuerza fue retirada; pero tuvo lugar poco después y resultó en un completo fracaso.
En 1888 surgieron disputas territoriales entre el Bajo Yafai y los Fadli y los primeros cortaron el suministro de agua del Canal de Naza; Durante algún tiempo continuó una lucha inconexa entre las tribus con breves treguas ocasionales.
En agosto de 1888 se concluyó un tratado de protectorado con los Fadli, que fue ratificado el 26 de febrero de 1890.
En octubre de 1891, como consecuencia de la mala conducta de Fadhli, se hizo necesario imponer una multa de Rs. 1.000 al Sultán y suspender el pago de su estipendio. También se consideró la conveniencia de reactivar el artículo cuarto del acuerdo de 1867, que exigía la residencia de un representante de Fadhli en Adén. Sin embargo, en diciembre de 1891, al someterse plenamente, el gobierno de la India le condonó en parte el castigo.
En 1892 y el año siguiente continuaron conflictos inconexos, interrumpidos por breves treguas, con el Bajo Yafai por el suministro de agua del Naza. En 1893 se hizo una tregua por un año y se continuó en 1894 y los años siguientes.
Los Marqashi también causaron considerables problemas al saquear territorio británico. El sultán finalmente se declaró responsable de ellos.
En 1899, a petición del sultán, sus dos hermanos, Salih y Abdulla, fueron deportados a la India por conspirar contra él. En 1900, Salih murió en Karachi y Abdulla fue liberado.
Las hostilidades con los Yafai se reanudaron a consecuencia de que el sultán había establecido un nuevo puesto aduanero en Zinjibar, con el fin de imponer derechos a las qafilahs. Todos los esfuerzos por lograr una reconciliación fracasaron hasta que en 1904 el sultán visitó al residente en Adén. y prometió dejar de cobrar cuotas y abandonar su puesto en Zinjibar.
En 1906, se informó que el sultán había comenzado a cobrar derechos de tránsito a las qafilahs en Zinjibar. En respuesta a las representaciones sobre el tema, se insistió en que se trataba sólo de honorarios pagados voluntariamente por escoltas proporcionadas a caravanas más allá de sus propios límites, y el asunto no se prosiguió.
Las hostilidades con el Bajo Yafa continuaron de forma intermitente.
En marzo de 1907, el sultán Ahmed bin Husein murió y fue sucedido por su padre Husein bin Ahmed.
El sultán fue considerado desleal durante la Gran Guerra, a causa de un acuerdo que firmó con los turcos en Lahej, y se suspendió su estipendio. Después del Armisticio explicó satisfactoriamente su conducta y le fue devuelto el estipendio.
En 1924 el sultán murió y fue sucedido por su nieto, el sultán Abdul Qadir.
En 1926 se hizo una tregua entre los Fadhli y el Bajo Yafai por un año. Posteriormente se amplió a cuatro años.
En marzo de 1927 murió el sultán Abdul Qadir y fue sucedido por su tío el sultán Abdulla bin Husein.
En junio de 1929, el sultán de Lahej resolvió la disputa de larga data entre Ahl Fadhl y Bajo Yafa. Khanfar fue devuelto al Bajo Yafa y al Sultán Fadli se le permitió imponer derechos sobre las exportaciones e importaciones del Bajo Yafa que pasaban por su territorio a una tasa fija.

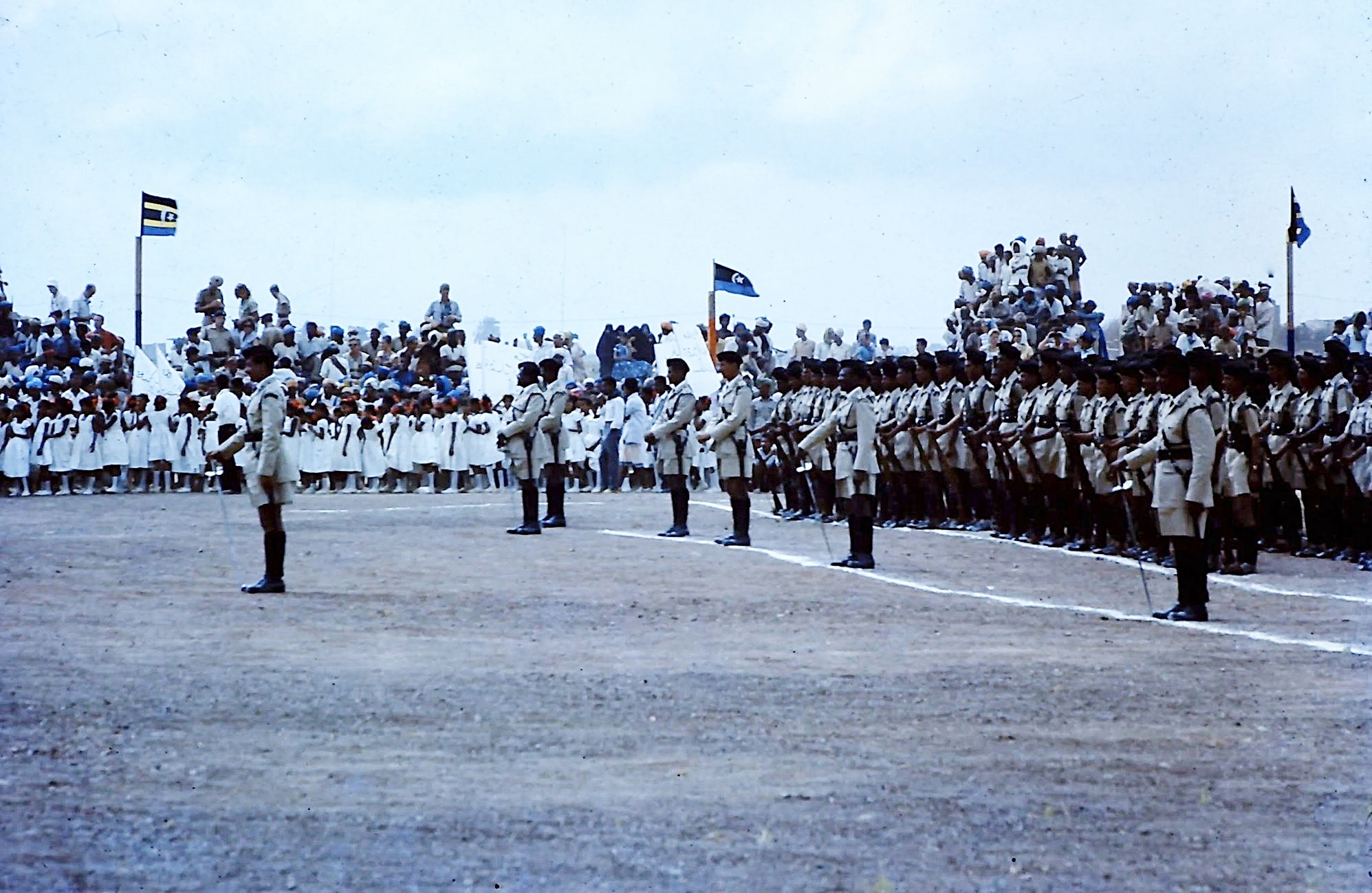
Desfile militar para celebrar la nueva Federación de Arabia del Sur

En 1930, la población del Sultanato de Fadhli se estimaba en 24.000 habitantes y los ingresos brutos en Hs. 35.000 al año.
El Sultanato de Fadhli fue miembro fundador de la Federación de Emiratos Árabes del Sur en 1959, y de su sucesora, la Federación de Arabia del Sur, en 1963. La capital de los Fadhlis fue Shuqrah, situada en la costa del golfo de Adén, hasta 1962, cuando la capital administrativa se trasladó a Zinjibar, situada a unos 60 km al este de Adén, aunque la residencia del sultán permaneció en Shuqrah.
El último sultán, Nasser bin Abdullah bin Hussein bin Ahmed al-Fadhli ( السلطان ناصر بن عبدالله بن حسين بن أح), fue depuesto y el estado fue abolido en 1967 tras la fundación de la República Popular de Yemen del Sur, que ahora forma parte de la República de Yemen.

### Sultanes
El Sultanato se remonta al menos a Othman, que gobernó hasta 1670. Los sultanes fueron:

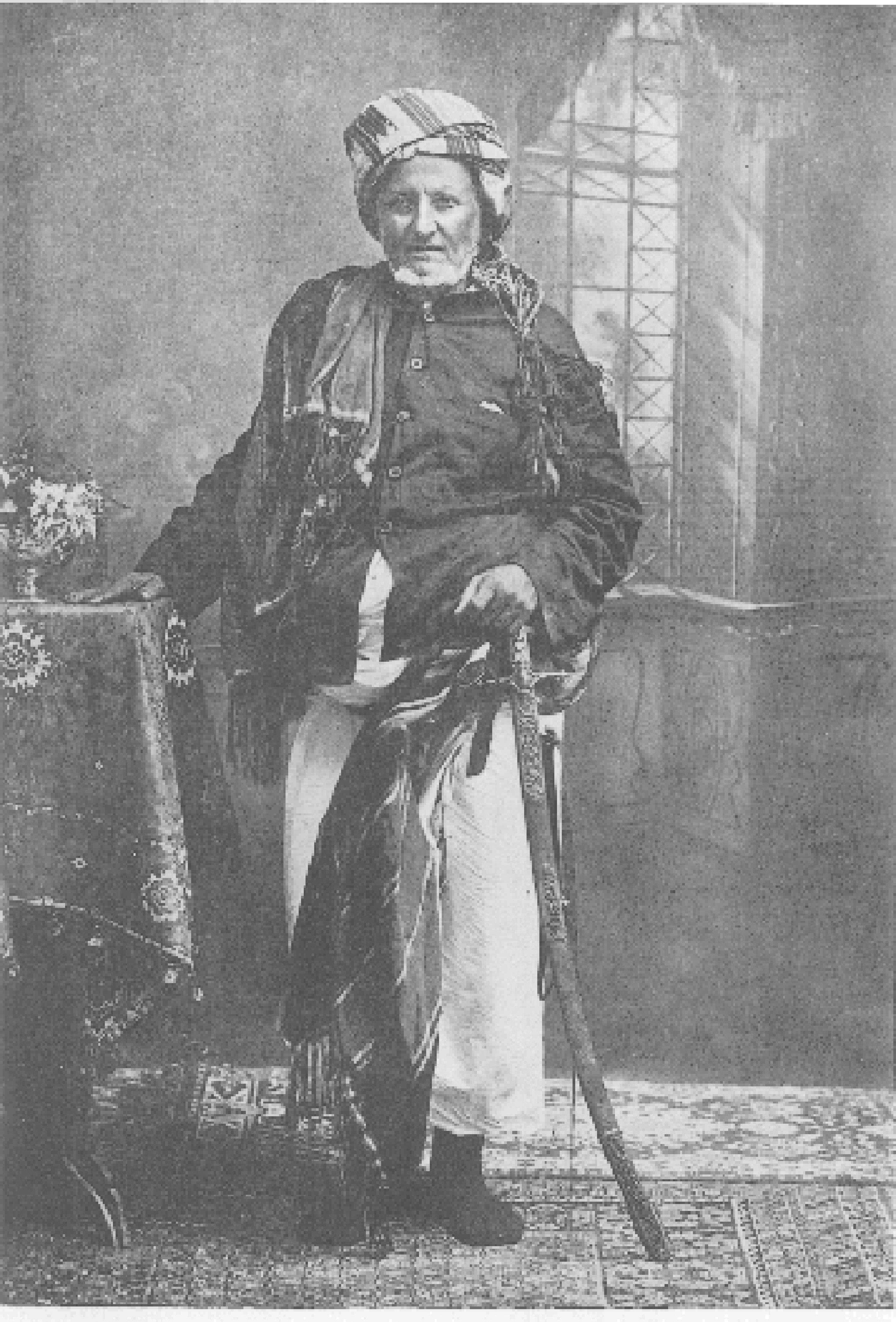
Sultán Hussein Bin Ahmed Bin Abdullah

- Othman (`Uthman), reinó hasta 1670
- Fadhl I bin Othman, reinó entre 1670 – 1700
- Ahmed I bin Fadhl bin Othman, reinó entre 1700 – 1730
- Abdullah I bin Ahmed bin Fadhl, reinó entre 1730 – 1760
- Ahmed II bin Abdullah bin Ahmed, reinó entre 1760 – 1789
- Abdullah II, reinó de 1789 – 1805
- Ahmed III bin Abdullah, reinó entre 1805 – 1819
- Abdullah III bin Ahmed bin Abdullah, reinó entre 1819 – 1828
- Haydara bin Ahmed bin Abdullah, reinó entre 1870 – 1877
- Hussein bin Ahmed bin Abdullah, reinó brevemente en 1877
- Ahmed IV bin Hussein bin Ahmed, 1877 – 1907, firmó un tratado con los británicos en 1888[4]
- Hussein bin Ahmed bin Abdullah, segundo reinado –
- Abdul Qadir bin Ahmed bin Hussein, reinó de 1924 – 1927
- Abdullah IV bin Hussein, reinó de 1927 – 1929
- Fadhl II bin Hussein, reinó de 1929 – 1933
- Abdul Karim, reinó de 1933 – 1936
- Saleh bin Fadhl, reinó de 1936 – 1941
- Abdullah V bin Othman (`Abd Allah ibn `Uthman), reinó entre 1941 y 1962, abdicó[5]
- Ahmed V bin Abdullah, reinó entre 1962 – 1964, abdicó[6]
- Nasser bin Abdullah bin Hussein bin Ahmed, reinó de 1964 – 1967, el último sultán[7]

## Otras lecturas
- Gavin, RJ Adén bajo el dominio británico, 1839-1967 .

- Datos: Q182279
- Multimedia: Fadhli Sultanate / Q182279